# Evan McEachran
Evan McEachran (Oakville (Ontario), 6 maart 1997) is een Canadese freestyleskiër. Hij vertegenwoordigde zijn vaderland op de Olympische Winterspelen 2018 in Pyeongchang.

## Carrière
McEachran maakte zijn wereldbekerdebuut in maart 2012 in Mammoth. In februari 2013 scoorde hij, dankzij een achtste plaats in Silvaplana, zijn eerste wereldbekerpunten. Op de wereldkampioenschappen freestyleskiën 2017 in de Spaanse Sierra Nevada eindigde de Canadees als veertiende op het onderdeel slopestyle. In november 2017 stond McEachran in Stubai voor de eerste maal in zijn carrière op het podium van een wereldbekerwedstrijd. Tijdens de Olympische Winterspelen van 2018 in Pyeongchang eindigde hij als zesde op het onderdeel slopestyle.
In Park City nam de Canadees deel aan de wereldkampioenschappen freestyleskiën 2019. Op dit toernooi eindigde hij als negende op het onderdeel big air.

## Resultaten

### Olympische Winterspelen
| Jaar | Plaats      | Resultaten    |
| ---- | ----------- | ------------- |
| 2018 | Pyeongchang | 6e Slopestyle |

### Wereldkampioenschappen
| Jaar | Plaats        | Resultaten     |
| ---- | ------------- | -------------- |
| 2017 | Sierra Nevada | 14e Slopestyle |
| 2019 | Park City     | 9e Big air     |

### Wereldbeker
Eindklasseringen
| Seizoen   | Algm | BA  | SS  |
| --------- | ---- | --- | --- |
| 2012/2013 | 146e | –   | 29e |
| 2013/2014 | 253e | –   | 70e |
| 2014/2015 | 133e | –   | 20e |
| 2015/2016 | 37e  | –   | 10e |
| 2016/2017 | 107e | 29e | 17e |
| 2017/2018 | 55e  | 16e | 9e  |
| 2018/2019 | 64e  | 5e  | 26e |
| 2019/2020 | 88e  | 22e | 15e |